# (2009) Volochina
(2009) Volochina (officiellement (2009) Voloshina) est un astéroïde de la ceinture principale.
Il a été ainsi baptisé en hommage à Vera Volochina, jeune résistante soviétique, exécutée en 1941.